# Marco Beltrami
Marco Edward Beltrami, född 7 oktober 1966 på Long Island i New York, är en amerikansk kompositör. Han är mest känd för att ha komponerat musik till skräckfilmer, exempelvis Mimic 1997, Faculty 1998, Resident Evil 2002, Don't Be Afraid of the Dark 2011 och The Woman in Black 2012. Beltrami har sedan länge varit vän med den avlidne skräckfilmsregissören Wes Craven och har komponerat musiken till sju av Cravens filmer, bland annat samtliga filmerna i Screamserien. Beltrami nominerades till två Oscars för 3:10 to Yuma och The Hurt Locker, och vann en Satellite Award för bästa musik i Soul Surfer 2011.
I april 2025 avslöjade Beltrami i en kommentarstråd på Instagram att han återigen ska komma tillbaka som kompositör till Screamserien, för att där kunna göra och komponera ihop filmmusiken till den sjunde filmen Scream 7. Detta kommer att bli hans första film på nästan femton år i serien, då han vid den femte och sjätte filmen har varit ersatt av Brian Tyler som dess ansvariga filmmusikskompositör.

## Filmografi (i urval)
- 1996 – Scream
- 1997 – Mimic
- 1997 – Nattvakten
- 1997 – Scream 2
- 1998 – Alla helgons blodiga natt - 20 år senare
- 1998 – Faculty
- 1998 – Studio 54
- 2000 – Dracula 2000
- 2000 – Scream 3
- 2000 – The Watcher
- 2001 – Roadkill
- 2002 – Blade II
- 2002 – Jag är Dina
- 2002 – Resident Evil
- 2003 – Dracula II: Ascension
- 2003 – Terminator 3: Rise of the Machines
- 2004 – Flight of the Phoenix
- 2004 – I, Robot
- 2004 – Hellboy
- 2005 – Cursed
- 2005 – Red Eye
- 2005 – xXx 2 - The Next Level
- 2006 – Omen
- 2006 – Underworld: Evolution
- 2007 – 3:10 to Yuma
- 2007 – Die Hard 4.0
- 2008 – Max Payne
- 2008 – The Eye
- 2008 – The Hurt Locker
- 2010 – Don't Be Afraid of the Dark
- 2010 – My Soul to Take
- 2011 – Scream 4
- 2011 – Soul Surfer
- 2011 – The Thing
- 2012 – The Woman in Black
- 2013 – A Good Day to Die Hard
- 2013 – Carrie
- 2013 – The Wolverine
- 2013 – World War Z
- 2014 – The Woman in Black 2: Angel of Death
- 2015 – Fantastic Four
- 2015 – Hitman: Agent 47
- 2016 – Ben-Hur
- 2016 – Gods of Egypt
- 2017 – Logan – The Wolverine
- 2017 – Snömannen
- 2018 – A Quiet Place
- 2019 – Gemini Man
- 2019 – Le Mans '66
- 2019 – Velvet Buzzsaw
- 2019 – Scary Stories to Tell in the Dark
- 2020 – A Quiet Place Part II
- 2020 – Underwater
- 2021 – Fear Street Part One: 1994
- 2021 – Fear Street Part Two: 1978
- 2021 – Fear Street Part Three: 1666
- 2021 – Venom: Let There Be Carnage
- 2023 – Plane
- 2023 – The Nun 2
- 2025 – From the World of John Wick: Ballerina
- 2026 – Scream 7